# Wyścigi samochodowe w 1899 roku
Szósty rok wyścigów samochodowych organizowanych w Europie.

## Podsumowanie wyścigów
| Data           | Wyścig                                            | Zwycięzca (kierowcy)      | Zwycięzca (konstruktorzy) | Wyniki |
| -------------- | ------------------------------------------------- | ------------------------- | ------------------------- | ------ |
| 26 stycznia    | Coupe de Périgord                                 | Léonce Girardot           | Panhard                   | Wyniki |
| 14 marca       | Wyścig Werona–Brescia–Mantua–Werona               | Louis Bouvier             | Bollée                    | Wyniki |
| 21 marca       | Wyścig Nicea–Castellane–Nicea                     | Albert Lemaître           | Peugeot                   | Wyniki |
| 6 kwietnia     | Wyścig Pau–Bajonna–Pau                            | Albert Lemaître           | Peugeot                   | Wyniki |
| 28 kwietnia    | Wyścig Limone–Cuneo–Turyn                         | „De Gras”                 | Peugeot                   | Wyniki |
| 30 kwietnia    | Wyścig Turyn–Pinerolo–Avigliani–Turyn             | „De Gras”                 | Peugeot                   | Wyniki |
| 14 maja        | Anvers Race                                       | Pierre de Crawhez         | Daimler                   | Wyniki |
| 22 maja        | Wyścig Bordeaux–Périgueux–Bordeaux                | „Barbereau”               | Bollée                    | Wyniki |
| 22 maja        | Wyścig Bolonia–Poggio–Renatico–Malalbergo–Bolonia | Emilio Laporte            | Orio & Marchand           | Wtniki |
| maja           | Wyścig Paryż–Bordeaux                             | Fernand Charron           | Panhard                   | Wyniki |
| 6 czerwca      | Critérium Voiturettes                             | „Wilfrid”                 | Bollée                    | Wyniki |
| 11 czerwca     | Wyścig Aubagne–Aix                                | „Gras”                    | Peugeot                   | Wyniki |
| 19 czerwca     | Wyścig Padwa–Vicenza–Thiene–Bassano–Treviso–Padwa | „Rossati”                 | Mors                      | Wyniki |
| 1 lipca        | Wyścig Bruksela–Namur–Spa                         | Gaétan de Knyff           | Panhard                   | Wyniki |
| 2 lipca        | Wyścig Frankfurt–Kolonia                          | Fritz Held                | Mercedes                  | Wyniki |
| 2 lipca        | Wyścig Salon–Arles–Saint Gabriel–Salon            | „de Farconnet”            | Turcat-Méry               | Wyniki |
| 4 lipca        | Wyścig Spa–Bastogne–Spa                           | René de Knyff             | Panhard                   | Wyniki |
| 14 lipca       | Wyścig Moguncja–Bingen–Koblencja–Moguncja         | Eugène de Dietrich        | „De Dietrich”             | Wyniki |
| 16-24 lipca    | Tour de France                                    | René de Knyff             | Panhard                   | Wyniki |
| 23 lipca       | Wyścig Innsbruck–Monachium                        | Eugène de Dietrich        | De Dietrich               | Wyniki |
| 30 lipca       | Wyścig Paryż–Saint-Malo                           | „Antony”                  | Mors                      | Wyniki |
| 15 sierpnia    | Wyścig Piacenza–Cremona–Borgo–Piacenza            | Emilio Laporte            | Orio & Marchand           | Wyniki |
| 27 sierpnia    | Wyścig Paryż–Trouville                            | „Antony”                  | Mors                      | Wyniki |
| 1 września     | Wyścig Paryż–Ostenda                              | Léonce Girardot „Levegh”  | Panhard Mors              | Wyniki |
| 11 września    | Wyścig Brescia–Cremona–Mantua–Werona–Brescia      | Giuseppe Alberti          | Mors                      | Wyniki |
| 11 września    | Wyścig Treviso–Oderzo–Codognè–Conegliano–Treviso  | Andrea Antonini           | Mercedes                  | Wyniki |
| 17 września    | Wyścig Paryż–Boulogne                             | Léonce Girardot           | Panhard                   | Wyniki |
| 20 września    | Wyścig Berlin–Lipsk                               | Fritz Held & Richard Benz | Mercedes                  | Wyniki |
| 1 października | Wyścig Bordeaux–Biarritz                          | „Levegh”                  | Mors                      | Wyniki |
| 8 października | Wyścig Paryż–Rambouillet–Paryż                    | Louis Renault             | Renault                   | Wyniki |